# پارک ملی مانو
پارک ملی مانو یک ذخیره گاه زیست کره در پرو است که در مادره د دیوس و پاکارتامبو کوسکو قرار گرفته است. پیش‌تر این منطقه توسط دولت پرو به عنوان یک منطقه حفاظت شده ثبت شده بود. غیرقابل دسترسی بودن این پارک از راه جاده موجب حفظ شدن آن شده است. در سال ۱۹۷۷ این پارک به عنوان ذخیره گاه زیست کره شناخته شد و در سال ۱۹۸۷ به عنوان یک میراث جهانی به ثبت رسید.
این بزرگترین پارک ملی در پرو است، که مساحتی به اندازه ۱۵۳۲۸ کیلومتر مربع را پوشش می‌دهد.

## حیات وحش
ذخیره‌گاه زیست کره مانو دارای حیات وحش بسیار غنی است.
- پستانداران: ۲۲۲ گونه
- خزندگان: ۹۹ گونه
- دوزیستان: ۱۴۰ گونه
- پرنده: ۱۰۰۰ گونه
- ماهی: ۲۱۰ گونه
- حشره
  - پروانه: ۱۳۰۷ گونه
  - مورچه: ۳۰۰ گونه
  - آسیابک: ۱۳۶ گونه
  - قاب‌بالان: ۶۵۰ گونه

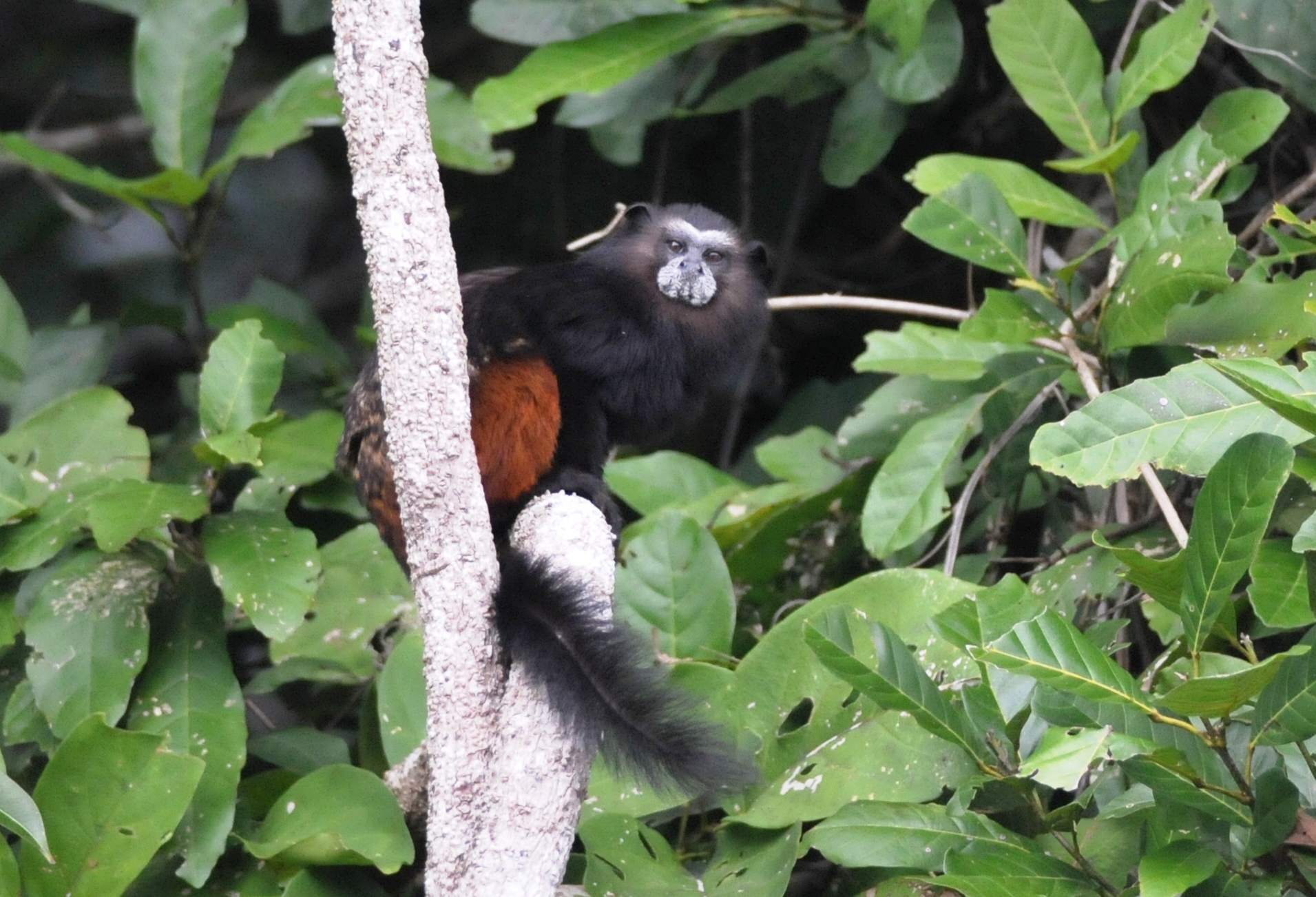
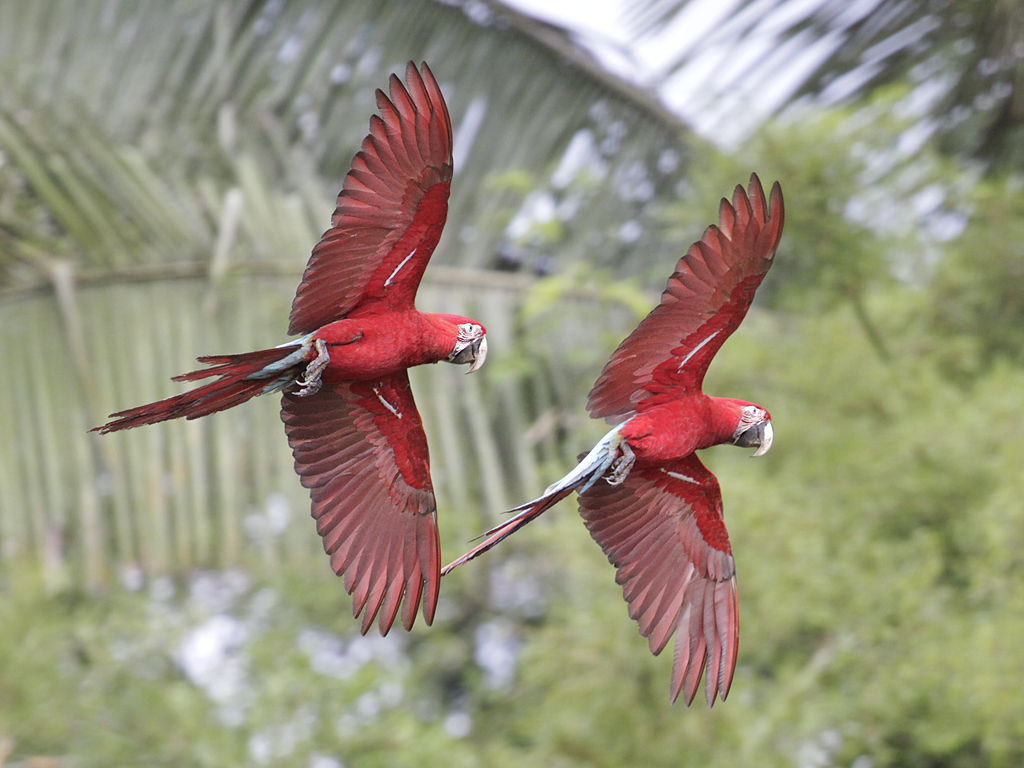
مکائو بال‌سبز
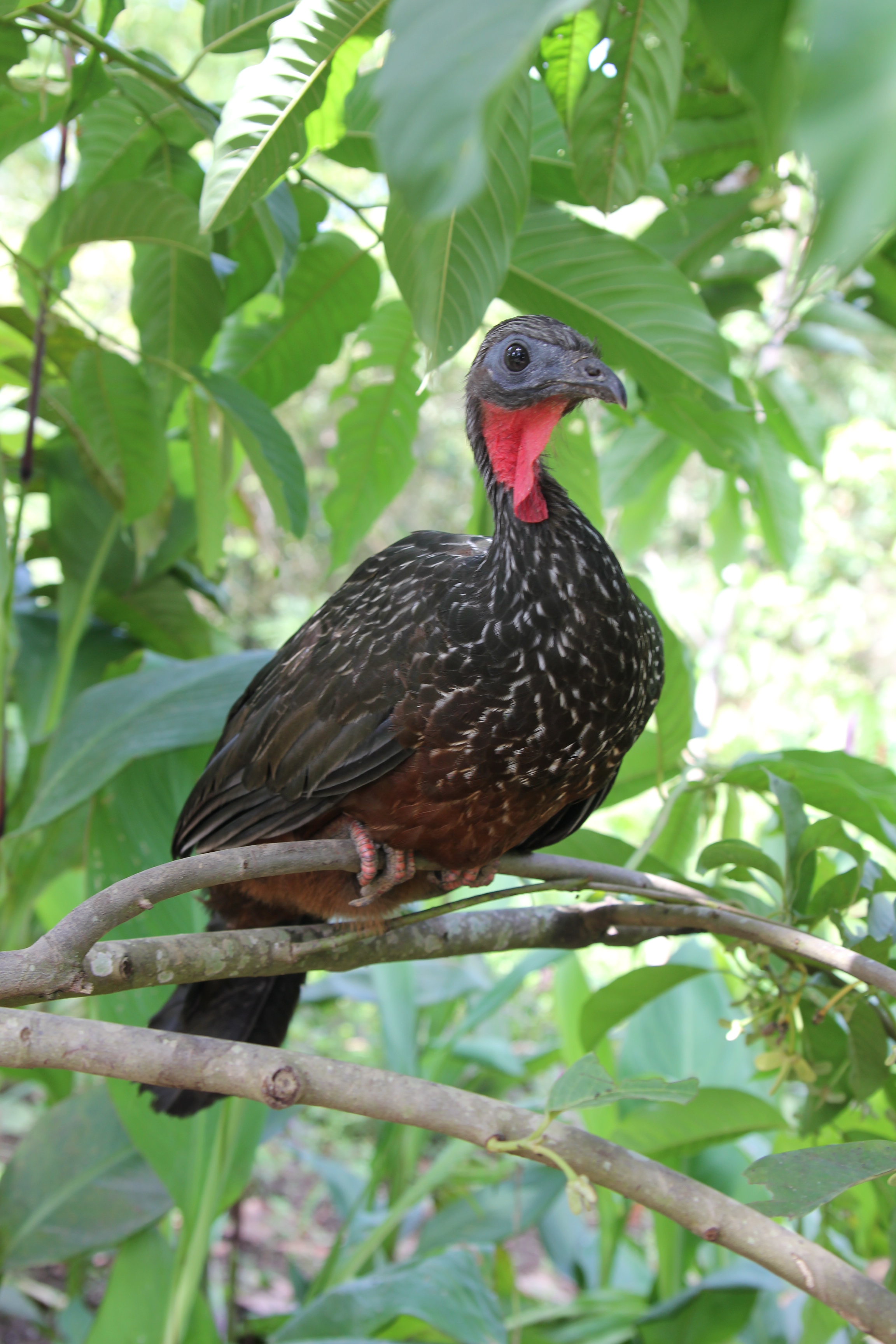
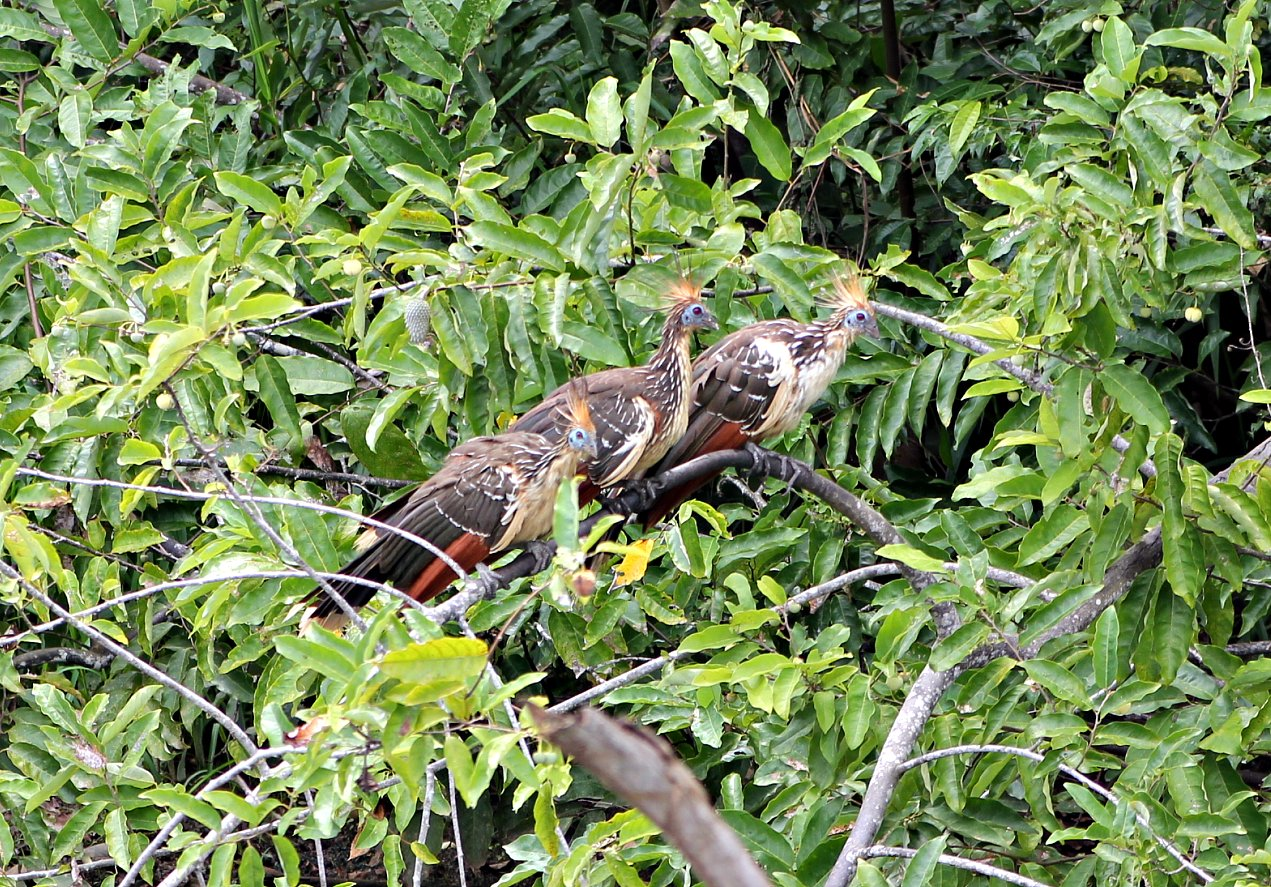
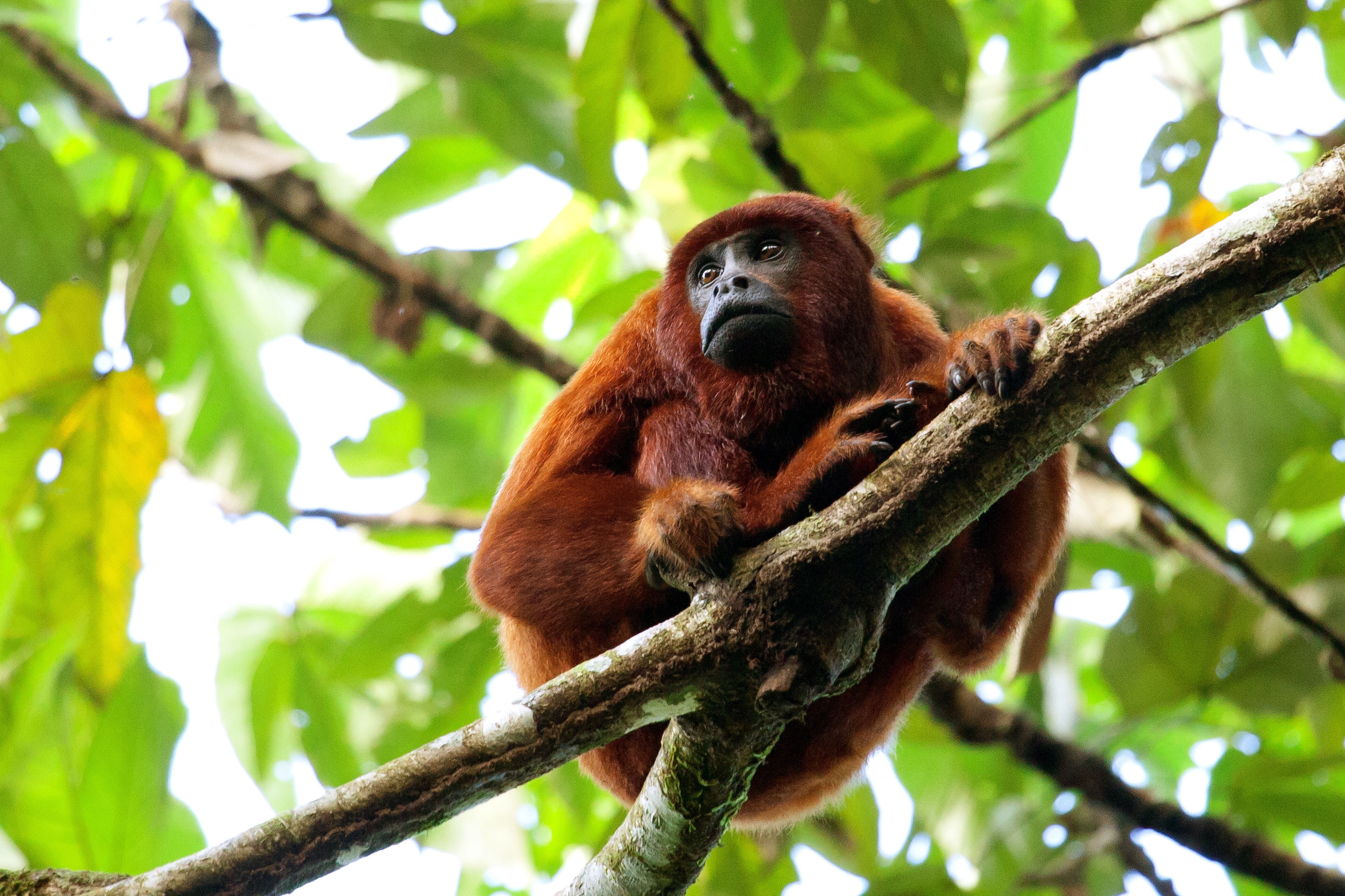